# ブライアン・P・シュミット

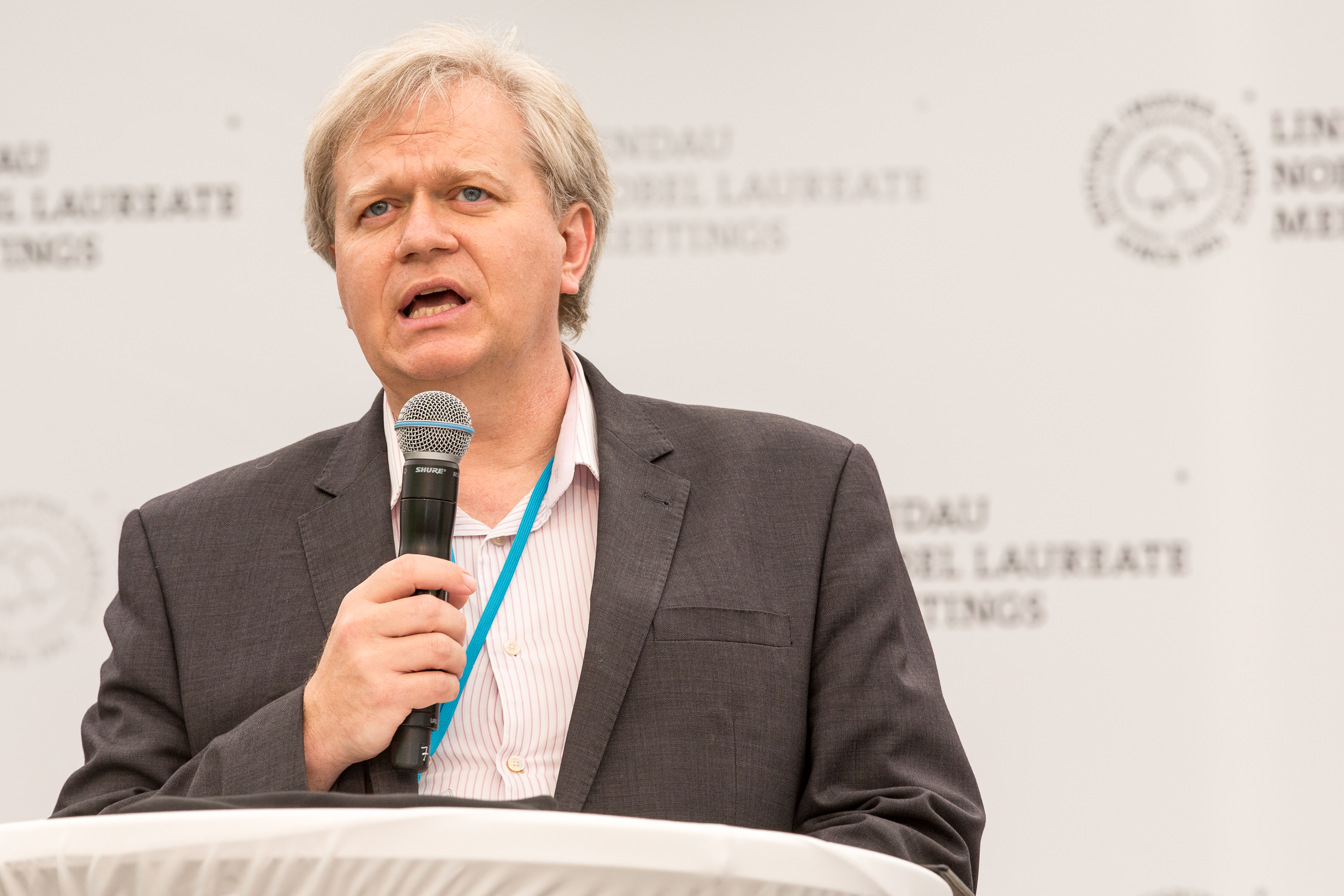
気候変動に関するマイナウ宣言を朗読するシュミット(2015年)

ブライアン・P・シュミット（Brian P. Schmidt, 1967年2月24日 - ）はオーストラリアの天体物理学者。アメリカ合衆国モンタナ州生まれ。27歳でオーストラリアに移住。二重国籍。オーストラリア国立大学名誉教授で、ストロムロ山天文台等で研究を行っている。

## 来歴
1967年に、アメリカのモンタナ州・ミズーラで生まれた。父親は魚類学者であった。シュミットが13歳の時、アラスカ州・アンカレッジに引っ越した。1985年、Bartlett高校を卒業。1989年、アリゾナ大学から天文学と物理学の学士を与えられた。1993年、ロバート・キルシュナーのもと、ハーバード大学で博士号（天文学）を取得。ハーバード大学在学中に知り合ったオーストラリア人女性と後に結婚し、1994年にオーストラリアへ移住した。
1995年に「ハーバード・スミソニアン天体物理学センター」で行われた会議で、HZTプロジェクト（High-Z Supernova Search Team）の代表者に選出された。そして、1998年に発表した宇宙の加速膨張に関する研究で、アダム・リース、ソール・パールマッターと共に2011年ノーベル物理学賞を受賞した。2012年王立協会フェロー選出。

## 生活
シュミットの趣味は料理とワイン造りで、妻と共にオーストラリアのキャンベラの近くにワイナリーを所有している。

## 賞歴
- ショウ賞天文学部門（2006年）
- グルーバー賞宇宙論部門（2007年）
- トムソン・ロイター引用栄誉賞（2010年）
- ノーベル物理学賞（2011年）
- ディラック・メダル（2012年）
- 基礎物理学ブレイクスルー賞（2015年）

## 参照
1. ↑  The Nobel Prize in Physics 2011 Press Release
2. ↑  “宇宙の加速膨張の発見で米研究者ら3人がノーベル物理学賞を受賞”. (2011年10月5日) 2020年2月27日閲覧。